# ニュー・ローズ・ホテル
「ニュー・ローズ・ホテル」(New Rose Hotel) は、ウィリアム・ギブスンの短編小説である。1984年に雑誌『オムニ』に掲載されたのが初出で、後に1986年の短編集『クローム襲撃』に収録された。

## あらすじ
巨大企業群が全ての経済活動を支配し、管理している近未来。企業の富と競争優位は、その雇用する従業員のヒューマン・キャピタル（人的資本）と彼らが生み出す知的財産権に依存している。企業は、自社の最も価値ある従業員たちを、嫉妬深いほど守り、彼らが安全かつ幸福に、生産的であり続けるよう大きな費用を投じている。新製品は電光石火のペースで次々と開発され、ライバル社から取得された情報を利用する時間的余裕もなく、情報はそれを利用しようとする前に既に古いものになっているため、もはや伝統的な産業スパイの出る幕はほとんどなくなっている。
物語は、産業スパイの新しい形として、ライバル企業の科学者や技術者を捉えてくる企業引き抜き屋の二人を追っていく。手厚い防御態勢が敷かれているため、企業から科学者たちを引き抜くことは、極めて危険なのである。この物語の中では、語り手とその相棒であるフォックスが、新しい仲間サンディと組んで、ある極めて優れた才能ある生物学者を、新興のドイツの研究企業から引き抜こうとする。この会社のセキュリティは優秀で、この試みには相当に時間をかけた計画が必要になる。
科学者の引き抜きに成功した後、サンディが姿を消す。科学者は、新しい会社がアフリカに構えた秘密の研究所で働き始めるが、致命的な病に冒されて死に、研究所の他の全員も死んでしまう。嵌められたことを知ったフォックスと語り手は逃げ出すが、彼らの銀行口座は、かつての雇い主である企業によって消去されている。企業は、二人が事件の黒幕と信じて、フォックスを殺し、語り手は隠れ家に身を潜める。物語は、一連の事件が起きた1週間後の時点における回想として、「ニュー・ローズ・ホテル」という寂れた日本のカプセルホテルで語られる。語り手は、サンディの喪に服しながら、自分を殺しにくる暗殺者の到着を待ち、自殺について思い巡らせる。
「ニュー・ローズ・ホテル」は、現代の経済・社会の潮流の先に、外挿によって荒涼とした未来像を提示している。舞台はスプロール、すなわち、ギブスンのスプロール・トリロジーと同じ時代、同じ世界と設定されており、そのスタイルや世界観は、紛れもなくサイバーパンクである。

## 映画
映画監督アベル・フェラーラは、この短編小説に基づいて、映画『ニューローズホテル』を制作し、1998年に発表したが、この映画は原作の筋書きを忠実にたどっている。日本では劇場未公開だったが、2013年にDVDで発売された。